# Флореста
Флорѐста (на италиански: Floresta; на сицилиански: Fluresta, Флуреста) е село и община в Южна Италия, провинция Месина, автономен регион и остров Сицилия. Разположено е на 1275 m надморска височина. Населението на общината е 535 души (към 2011 г.).